# Rosenalmbahn II
De Rosenalmbahn II is een kabelbaan van de Zeller Bergbahnen, onderdeel van de Zillertal Arena in de Oostenrijkse deelstaat Tirol. De kabelbaan is in 1995 gebouwd door Doppelmayr.

## Prestaties
De kabelbaan kan draaien met 6 meter per seconde. De Zeller Bergbahnen beschikt over 71 cabines om op de kabel te koppelen. De totale capaciteit bedraagt 2880 personen per uur.

## Zomer openstelling
In de zomer is de kabelbaan ook geopend. De kabelbaan draait wel langzamer en er zitten minder cabines op, het is het snelste vervoermiddel naar de Rosenalm. Bij het dalstation van de Rosenalmbahn I is er de Arena Coaster een zg. Alpine Coaster van de firma Wiegand. Ook is hier een kleine speeltuin met trampolines, klimrek enz.

## Zie ook

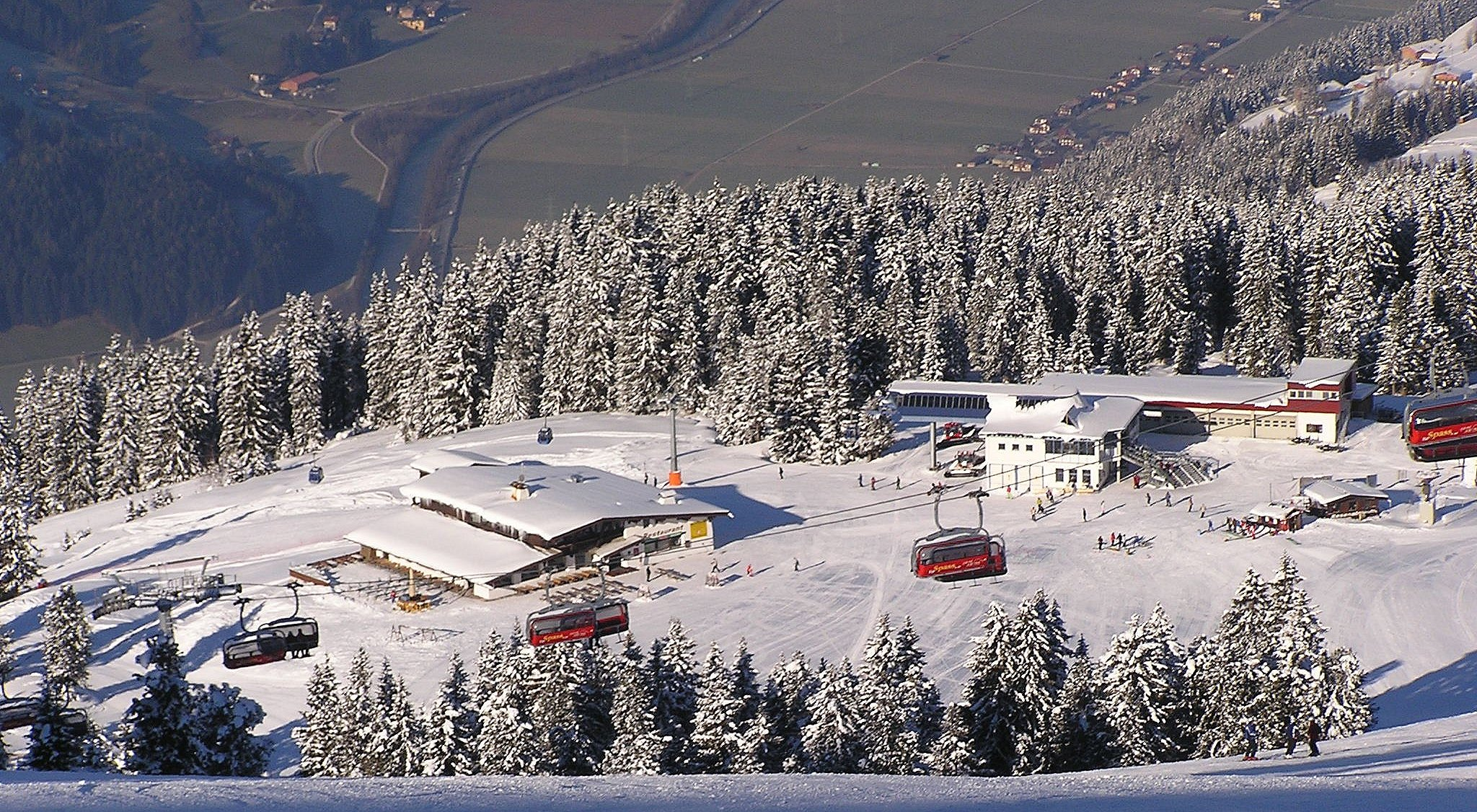
Bergstation-Rosenalm

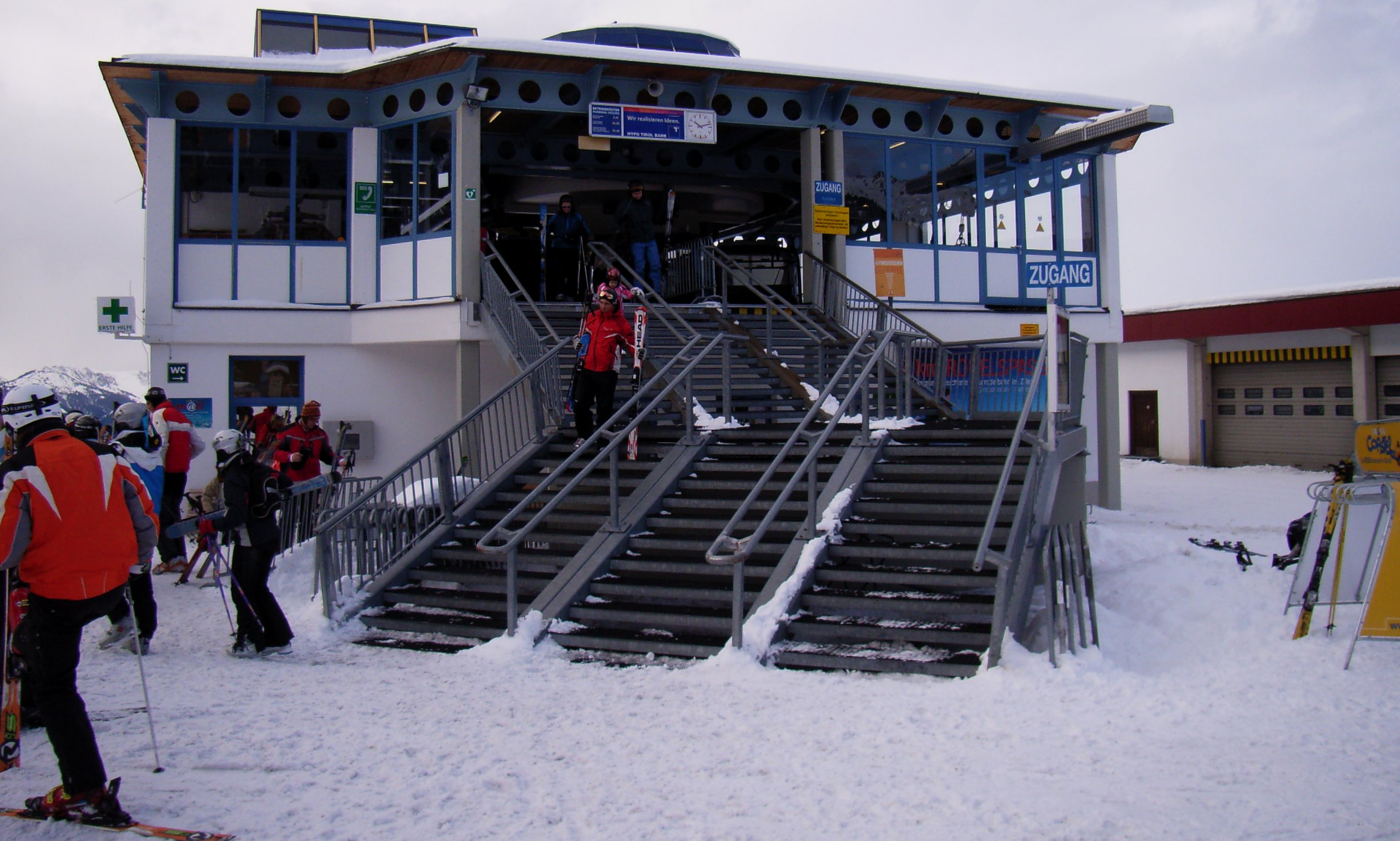
Bergstation van de Rosenalm